# Associação Brasileira de Jornalismo Investigativo
A Associação Brasileira de Jornalismo Investigativo (ABRAJI) foi criada por um grupo de jornalistas brasileiros interessados em trocar experiências, informações e dicas sobre reportagem, principalmente sobre reportagens investigativas.
O objetivo é organizar uma associação mantida pelos próprios jornalistas, sem fins lucrativos, que promova congressos, seminários, oficinas especializadas, que cuide do aperfeiçoamento profissional dos jornalistas interessados no tema 'investigação', que edite livros sobre o assunto, que seja um fórum de trocas de experiências. A ABRAJI também dá apoio institucional para o Prêmio Claudio Weber Abramo de Jornalismo de Dados

## História
A iniciativa nasceu no seminário 'Jornalismo Investigativo: Ética, Técnicas e Perigos'. O evento foi organizado pelo Centro Knight de Jornalismo nas Américas, da Universidade do Texas, dirigido pelo jornalista brasileiro Rosental Calmon Alves. No final, os jornalistas se perguntaram por que não havia ainda no Brasil uma instituição parecida com a IRE (Investigative Reporters & Editors), criada pelos jornalistas dos Estados Unidos, ou o Centro de Periodismo de Investigación, mexicano.
O primeiro passo foi uma troca de e-mails entre um grupo de 45 jornalistas de várias redações de várias cidades, iniciativa do Marcelo Beraba, diretor da sucursal da Folha de S. Paulo no Rio de Janeiro à época. Em seguida, diante da boa acolhida e da chegada de novos jornalistas, Rosental ajudou a organizar uma lista de discussao por e-mail (listserv). Os computadores da Universidade do Texas, onde o Rosental leciona, hospedam a lista de discussão que reúne os interessados em participar desta experiência.
A associação foi formalmente constituída em 2003, após um seminário na Universidade Estadual de Londrina.[carece de fontes?] O 1º Congresso Internacional de Jornalismo Investigativo foi promovido pela Abraji em 2005, na PUC-RJ, com mais de 300 participantes. A Abraji conta com mais de 500 sócios, entre estudantes e profissionais. Já treinou centenas de jornalistas em técnicas de reportagem, especialmente de Reportagem com Auxílio do Computador.
Em 2020, a ABRAJI conduziu seu primeiro congresso virtual, sem custos para os seus participantes, devido à Pandemia de COVID-19. Mais de 10,000 pessoas participaram do congresso virtual.

## Jornalismo investigativo
Em 2018, o projeto Ctrl+X, projeto da associação que monitora tentativas de cercear informações na Internet, noticiou que políticos brasileiros foram à Justiça Eleitoral 340 vezes para esconder informações publicadas na Internet, como notícias negativas e postagens críticas à candidatos das eleições de 2018.
Em 2019, dados do projeto Ctrl+X, informaram que mais de 800 políticos brasileiros recorreram à processos judiciais pedindo que conteúdos da internet fossem removidos entre 2018 e 2019. Em 93,5% dos casos, eles alegaram "difamação" para censurar informações.
Em dezembro de 2019, a ABRAJI divulgou um estudo que mostra que órgãos do governo do Brasil passam informações insatisfatórias sobre seus dados à imprensa brasileira.
Em março de 2021, A ABRAJI registrou 174 casos onde figuras públicas brasileiras bloquearam jornalistas no Twitter. Um desses casos era o do perfil de Jair Bolsonaro na rede social, que bloqueia pelo menos 50 jornalistas.

## Livros
A Abraji lançou um livro de jornalismo investigativo com "10 reportagens que abalaram a ditadura" e sua continuação com "50 Anos de Crimes - Reportagens policiais que marcaram o jornalismo brasileiro."

## Prêmios
- 2003: ganhou o Esso de Melhor Contribuição à Imprensa, por "contribuir para a melhoria da qualidade do jornalismo, além da defesa das prerrogativas profissionais do jornalismo"[13]

- 2012: ganhou o Prêmio ANJ de Liberdade de Imprensa [14]

- 2013: Prêmio Faz Diferença: a Personalidade 2013[15][16]